# River of No Return Wilderness

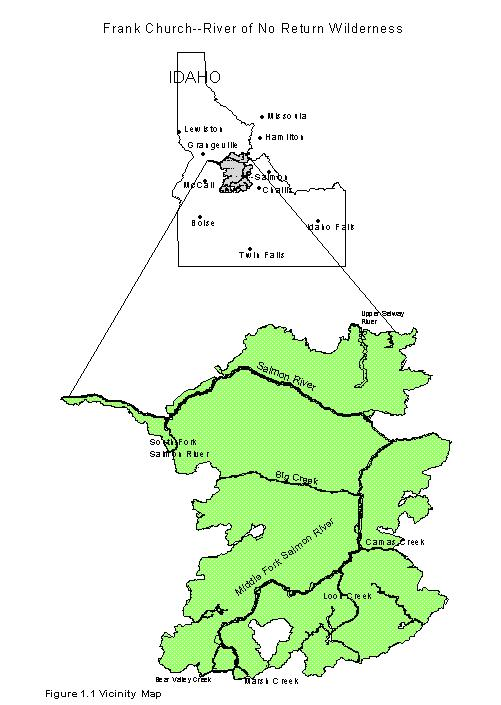
Carte de l'Idaho montrant l'emplacement du
Frank Church-River of No Return Wilderness

La Frank Church — River of No Return Wilderness Area est une zone sauvage protégée de l'Idaho.  Il a été créé en 1980 par le Congrès des États-Unis et renommé en 1984 en Frank Church-River of No Return Wilderness Area en l'honneur du sénateur américain Frank Church. 
Avec une surface de 9 580 km2, il s'agit de la plus grande étendue sauvage contiguë gérée par le gouvernement fédéral des États-Unis hors Alaska. Elle occupe la deuxième place derrière la zone contiguë du parc Adirondack, géré par l'État, dans le nord de l'État de New York, qui contient environ 46% de son État (24 281 km2) en parc sauvage. Le Death Valley Wilderness est la plus grande zone désignée mais se compose de nombreuses unités déconnectées,. Le Wilderness protège plusieurs chaînes de montagnes, une faune extensive et une rivière de rafting populaire: la rivière Salmon. 

## Description
Avec le Gospel Hump Wilderness adjacent et les terres environnantes non protégées du Service forestier, il est au cœur d'une zone de 13 000 km2 sans route. Il est séparé de la Selway-Bitterroot Wilderness, au nord, par un seul chemin de terre (le corridor Magruder). Le wilderness contient des parties de plusieurs chaînes de montagnes, y compris les montagnes de la rivière Salmon, les montagnes Clearwater et les falaises Bighorn. Les chaînes  sont divisées par des canyons escarpés des fourches moyenne et principale de la rivière Salmon. La rivière Salmon est une destination populaire pour le rafting,  et est familièrement connue comme la «rivière sans retour» pour son courant rapide et ses rapides importants qui rendent les déplacements en amont difficiles. La majeure partie de la zone est couverte de forêts de conifères, avec des terres sèches et ouvertes le long des rivières à des altitudes plus basses.  
Bien que la désignation comme zone de nature sauvage aux États-Unis exige généralement l'interdiction de toute machine motorisée, l'utilisation de bateaux à réaction (sur la fourche principale de la rivière Salmon) et de plusieurs pistes d'atterrissage est autorisée dans cette nature en tant qu'utilisations existantes bénéficiant de droits acquis avant que le wilderness ne soit désigné. 

### Forêts nationales
Le Frank Church — River of No Return Wilderness est située dans six forêts nationales différentes, plus une portion relativement petite de terres du Bureau of Land Management, soit plus de composantes que toute autre nature sauvage. Par ordre décroissant de superficie, ce sont: 
- Forêt nationale de Payette (33,45%)
- Forêt nationale de Challis (21,78%)
- Forêt nationale Salmon (17,81%) (maintenant administrativement combinée avec Challis NF, de sorte que leur total est de 39,59%)
- Forêt nationale de Boise (14,06%)
- Forêt nationale de Bitterroot (8,18%)
- Forêt nationale de Nez Percé (4,68%)
- Bureau de Gestion des Terres (0,034%)

## Faune
En raison de sa taille, la zone sauvage offre un habitat isolé pour une grande variété d'espèces de mammifères, y compris certaines espèces rares et vulnérables. Le wilderness est habité par une grande population de pumas de montagne et de loups gris. Des populations d'ours noirs, ainsi que des lynx, des coyotes et des renards roux sont dispersés dans toute la zone. Parmi les autres espèces de ruminants observables, mentionnons le mouflon d'Amérique, la chèvre de montagne, le wapiti, l'orignal, le cerf mulet et le cerf de Virginie. Bien que cette zone ait été considérée comme l'une des rares zones restantes dans les États contigus avec un habitat convenable pour les grizzlis, aucune population établie n'est connue. Le wilderness offre également certains des habitats les plus critiques pour les gloutons dans les 48 États contigus. Les castors qui ont été parachutés dans la région de l'Idaho (en 1948) ont établi une colonie saine ici.

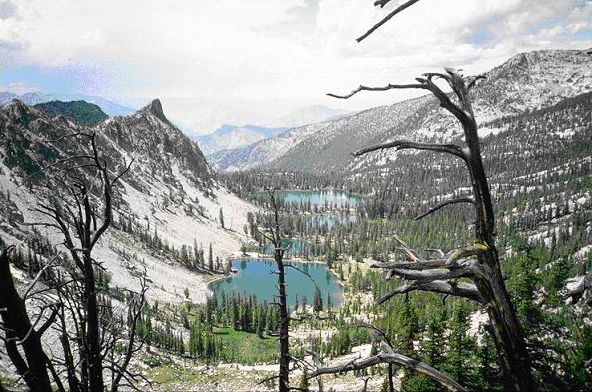
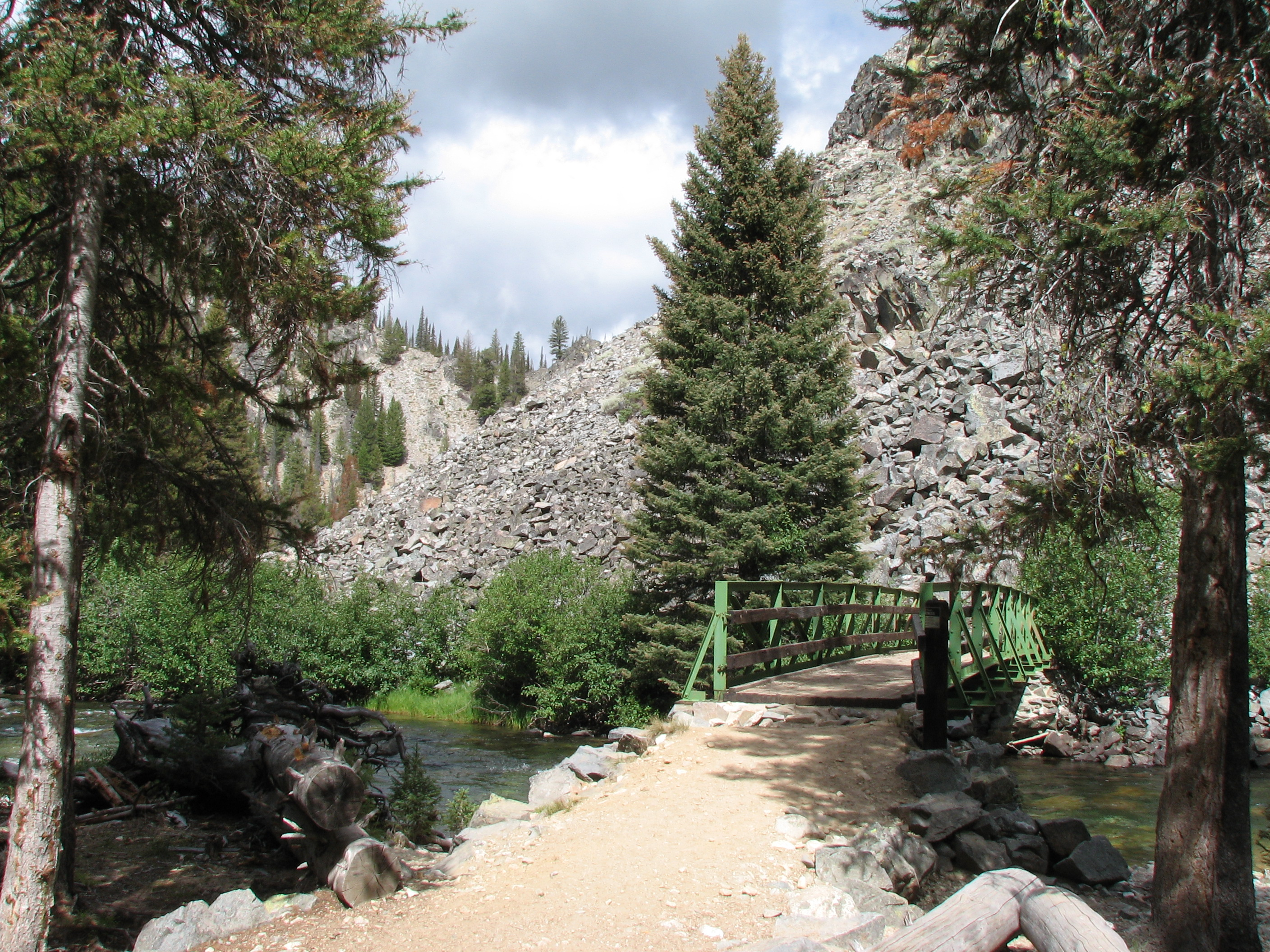
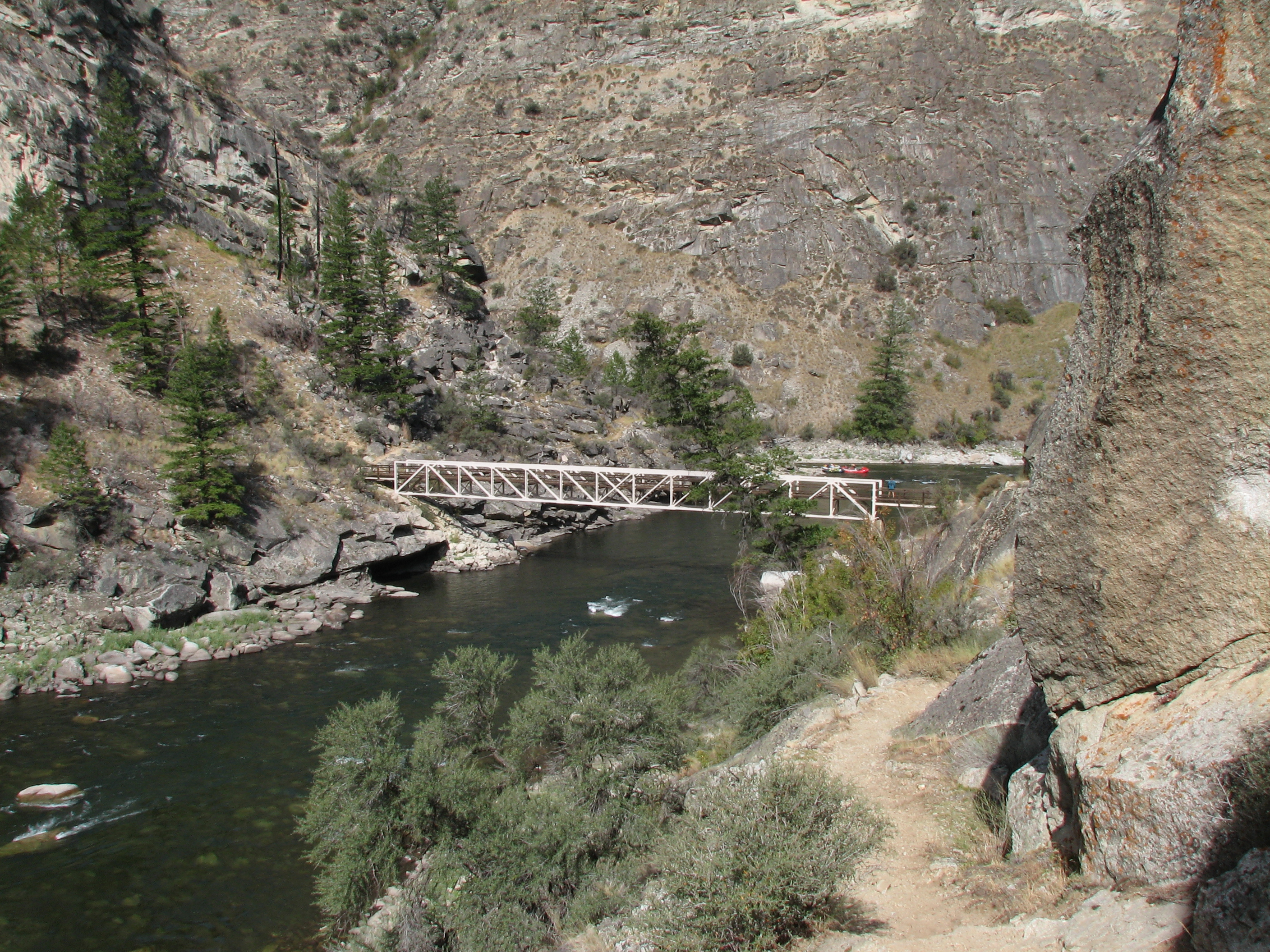
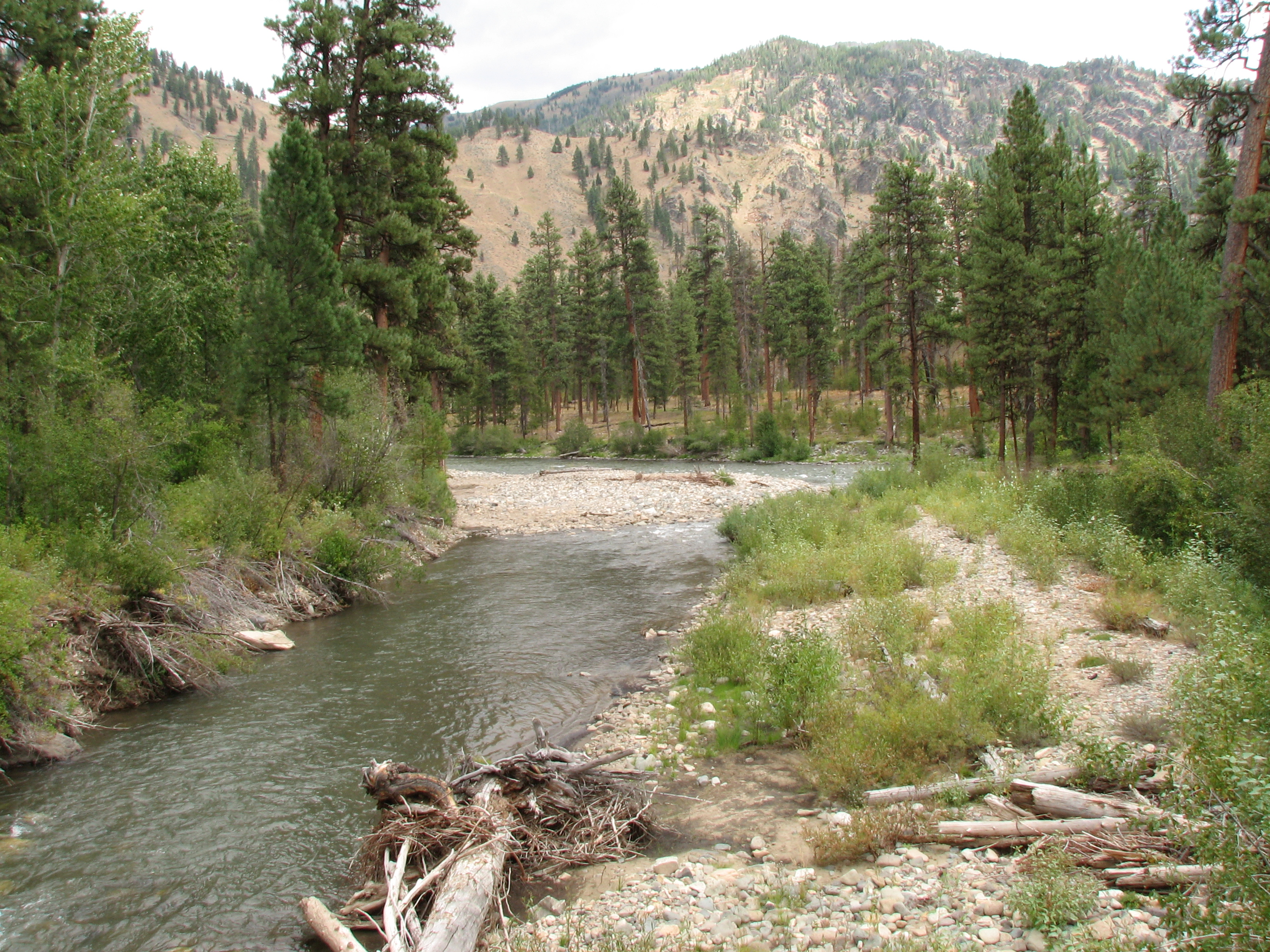

## Voir également
- Frank Church
- Liste des zones de nature sauvage des États-Unis
- Loi sur la nature sauvage
- Service Postal des États-Unis